# Philippe Caloni
Philippe Caloni, né le 24 juin 1940 à Billère et mort le 27 juin 2003 à Suresnes, est un journaliste français.

## Biographie
Philippe Caloni débute à la radio en 1958, avec Daniel Filipacchi et Franck Ténot, sur Europe 1, dans l'émission Pour ceux qui aiment le jazz. Il est ensuite assistant réalisateur et fait son service militaire au service cinématographique des armées. En 1965, il devient journaliste en participant à la fondation de Pariscope, où il est secrétaire de rédaction, critique d'art puis rédacteur en chef. En 1966, il interviewe avec Gérard Guégan pour Pariscope la veuve de Céline, Lucette Destouches.
Il fonde Le Monde des musées et est grand reporter pour Connaissance des arts et Combat.
De 1972 à 1974, Philippe Caloni est journaliste sur la première chaîne de l'ORTF et à Antenne 2. Il revient ensuite à la radio où il assiste Pierre Bouteiller, puis à France Musique, où il produit et anime l'émission Quotidien musique de 1974 à 1982 et Kiosque de 1976 à 1980. Parmi ses nombreuses émissions, une interview de Maria Callas, dernière entrevue française de la diva peu avant sa disparition, est restée particulièrement réputée et a été ensuite éditée en disque (EMI). 
Philippe Caloni anime ensuite la tranche matinale de France Inter de 1982 à 1987 de sa voix « rocailleuse et chaude ». Il « était réputé pour ses éditoriaux sans concessions, ses entretiens parfois musclés avec des protagonistes de la vie politique ou sociale, mais aussi musicale ou artistique ». « C'est sans doute l'une des plus formidables bêtes de micro que j'ai rencontré », se souvient Gérard Courchelle, alors rédacteur en chef de la tranche matinale de l'époque. « Il avait une capacité d'improvisation, de pugnacité et de décontraction à l'antenne qui reposait sur une très grande culture. »
En 1987, il quitte Radio-France pour RTL. En 1995, il revient au service public sur France Culture.
Il meurt le 27 juin 2003 des suites d'une maladie respiratoire.

## Distinctions
Philippe Caloni est chevalier dans l'ordre national du Mérite et officier des Arts et Lettres.
En juin 2000, il reçoit le Prix Scam pour l’ensemble de son œuvre radiophonique. Il meurt en 2003 des suites d'une maladie respiratoire. Il était marié et père de trois enfants.

## Prix Philippe-Caloni
Le prix Philippe-Caloni, créé en 2007, est destiné à « un(e) journaliste ayant fait preuve de talent et d’éclectisme, en particulier dans l’exercice de l’interview ou de l’entretien ».

## Œuvres
- 1968 : Roger Lersy, Bestiaire!, co-écrit avec Hervé Baley et Georges Borgeaud, Édition d'art et d'industrie, 1968.
- 1987 : Le Couvre-Feu, éditions Belfond. Roman.  (ISBN 9782714420909)
- 1987 : Longtemps, je me suis levé de bonne heure, éditions Belfond. Livre de souvenirs.  (ISBN 2714420753)